# Билино Поље
Билино поље је пољана у близини Зенице, на којој је потписана повеља којом је Кулин Бан формално прихватио католичку веру.
Сада се на том месту налази стадион Челика.